# Relacions de producció
Les relacions de producció  (alemany: Produktionsverhältnisse) és un concepte utilitzat freqüentment per Karl Marx i Friedrich Engels en el desenvolupament de la seva teoria del materialisme històric i en Das Kapital. Per primera vegada s'utilitzà explícitament en el llibre de Marx "La pobresa de la filosofia", tot i que Marx i Engels ja havien definit el terme a "La ideologia alemanya".
Algunes relacions socials són voluntàries i escollides lliurement (una persona opta per associar-se amb una altra persona o amb un grup), però altres relacions socials són involuntàries, és a dir, les persones poden estar relacionades socialment, vulguin o no, perquè formen part d'una família, d'un grup, d'una organització, d'una comunitat, d'una nació etc.
Per "relacions de producció", Marx i Engels volien expressar la suma total de relacions socials que les persones han d'establir per sobreviure, produir i reproduir els seus mitjans de vida. Com que les persones han d'entrar en aquestes relacions socials, és a dir, perquè la participació en elles no és voluntària, la totalitat d'aquestes relacions constitueixen una estructura relativament estable i permanent, la “estructura econòmica” o el mode de producció.
El terme "relacions de producció" és una mica vague, per dues raons principals:
- La paraula alemanya verhältnis pot significar "relació", "proporció" o "ratio". Així, les relacions podrien ser qualitatives, quantitatives o ambdues coses alhora. Cosa que no es pot establir sovint des del context de la frase.
- La relació a la qual Marx fa referència es pot referir a les relacions socials, a les relacions econòmiques o a les relacions tecnològiques.
Marx i Engels utilitzen típicament el terme per referir-se a les relacions socioeconòmiques característiques d'una època concreta, com és ara: la relació exclusiva del capitalista amb un bé de capital i la relació consegüent del treballador amb el capitalista; la relació d'un senyor feudal amb un feu, i la consegüent relació del serf amb el senyor; la relació d'un esclavista amb el seu esclau; etc., concepte que contrasta i està relacionat amb el que Marx va anomenar les forces de producció.

## Com Marx va utilitzar el concepte
A continuació, es mostren quatre cites prou conegudes que mostren l'ús que Marx va fer del concepte de relacions de producció:
| «                                                                               | En la producció social de la seva existència, els homes entren inevitablement en relacions definides, que són independents de la seva voluntat, a saber, relacions de producció que corresponen a una etapa determinada del desenvolupament de llurs forces materials de producció. La totalitat d'aquestes relacions de producció constitueix l'estructura econòmica de la societat, el fonament real, sobre el qual s'aixeca la supraestructura jurídica i política i a la qual corresponen formes definides de consciència social. El mode de producció de la vida material determina el caràcter general dels processos de la vida social, política i espiritual. No és la consciència dels homes la que determina la seva existència, sinó al contrari és la seva existència social la que determina la seva consciència. En un moment determinat del desenvolupament, les forces productives materials de la societat entren en conflicte amb les relacions de producció existents o, amb allò que no n'és més que l'expressió jurídica, amb les relacions de propietat en el marc de les quals fins ara havien desenvolupat. De formes de desenvolupament de les forces productives, aquestes relacions es converteixen en les seves traves. Aleshores comença una era de revolució social. Els canvis en el fonament econòmic condueixen tard o d'hora a la transformació de tota la immensa supraestructura erigida sobre ella. | » |
| — Karl Marx. Prefaci a la Contribució a la crítica de l'economia política. 1859 | |   |

| «                                          | Les categories econòmiques no són més que les expressions teòriques, les abstraccions de les relacions socials de producció. El senyor Proudhon, com a veritable filòsof, veu les coses a l'inrevés, no veu en les relacions reals res més que l'encarnació dels principis, d'aquestes categories, latents (així ens diu el filòsof senyor Proudhon) en el si de la “raó impersonal de la humanitat”. El senyor Proudhon economista entén molt bé que els homes fabriquen tela, lli o matèria de seda en determinades relacions de producció. Però el que no ha entès és que aquestes relacions socials definides són tant produïdes pels homes com el llenç, la seda, etc. Les relacions socials estan estretament relacionades amb les forces productives. En l'adquisició de noves forces productives, els homes canvien el seu mode de producció, i en canviar el seu mode de producció, en canviar la manera de guanyar-se la vida, canvien totes les seves relacions socials. El molí manual us donarà una societat amb el senyor feudal; el molí a vapor, una societat amb el capitalista industrial. Els mateixos homes que estableixen les seves relacions socials en conformitat amb la productivitat material, produeixen també principis, idees i categories, d'acord amb les seves relacions socials. Així, les idees i les categories, són tan eternes com les relacions que expressen. Són productes històrics i transitoris. (...) Les relacions de producció de tota societat formen un tot. | » |
| — Karl Marx. Misèria de la filosofia. 1847 | |   |

| «                                        | Hem vist que el procés de producció capitalista és una forma històricament determinada del procés social de producció en general. Aquest últim és tant un procés de producció de condicions materials de la vida humana com un procés que es desenvolupa en relacions de producció històriques i econòmiques específiques, produint i reproduint elles mateixes aquestes relacions de producció i, per tant, també els portadors d'aquest procés, les seves condicions materials d'existència i les seves relacions mútues, és a dir, la seva particular forma socioeconòmica. L'agrupament d'aquestes relacions, en què els agents d'aquesta producció es troben respecte a la natura i els uns als altres, i en què es produeixen, és precisament la societat considerada des del punt de vista de la seva estructura econòmica. Com tots els seus predecessors, el procés capitalista de producció continua en condicions materials definides, que són, alhora, simultàniament les portadores de relacions socials definides per part dels individus en el procés de reproducció de la seva vida. Aquestes condicions, com aquestes relacions, són, per una banda, requisits previs, i, per l'altra, resultats i creacions del procés de producció capitalista; són produïts i reproduïts per ella. | » |
| — Karl Marx. El Capital. Vol. !. Cap. 33 | |   |

| «                                        | Primerament Wakefield descobrí a les colònies que la propietat en diners, mitjans de vida, màquines i d'altres mitjans de producció no conformen encara capitalistes si en manca el complement, el treballador assalariat, l'altre home, que és forçat a vendre’s ell mateix voluntàriament. Descobrí que el capitalista no és una cosa, sinó una relació social entre persones mitjançant una cosa. El senyor Peel, ens lamenta, prengué amb ell d'Anglaterra a Swam River, Nova Holanda, mitjans de vida i mitjans de producció per valor de 50.000 lliures esterlines. El senyor Peel tingué la previsió de portar-hi, a més, 3.000 persones de classe treballadora, homes, dones i infants. Una vegada en el lloc de destí, «el senyor Peel restà sense un sol servent que li fes el llit o li portàs aigua del riu». Desafortunat senyor Peel, que ho va preveure tot, llevat únicament de l'exportació de les relacions angleses de producció al Swan River! | » |
| — Karl Marx. El Capital. Vol. !. Cap. 33 | |   |

(És a dir, les relacions de producció angleses no existien a Austràlia. No hi havia un sistema de drets de propietat i obligacions legals i cap necessitat econòmica que obligués els treballadors a treballar per al seu cap. Els servents podrien, doncs, deixar el Sr. Peel per treballar o ocupar terres lliures per guanyar-se la vida millor.)

## Definicions
Una relació social es pot definir, en primer lloc, com:
- una relació entre individus en la mesura que pertanyin a un grup

- una relació entre grups

- una relació entre un individu i un grup

El grup podria ser un grup ètnic o de parentiu, una institució o organització social, una classe social, una nació o gènere etc.
Per tant, una relació social no és simplement idèntica a una relació interpersonal o una relació individual, tot i que tots aquests tipus de relacions es pressuposen mútuament. Una relació social fa referència a una característica social comuna d'un grup de persones.
La societat per a Marx és la suma total de les relacions socials que connecten els seus membres.
Les relacions socials de producció en el sentit marxià es refereixen a:
- (sovint codificades legalment) les relacions de propietat i control relatives als actius productius de la societat

- la manera com les persones s'associen formalment i informalment dins de l'àmbit econòmic de producció, incloses les classes socials

- relacions de treball cooperatiu (inclosa la feina a la llar)

- dependències socioeconòmiques entre les persones derivades de la manera de produir i reproduir la seva existència,

- relacions entre diferents llocs de treball o llocs de producció

- les proporcions quantitatives de diferents aspectes de l'esfera de producció, considerades des del punt de vista de la societat en general.

La totalitat de les relacions socials de producció constitueixen l'estructura social de l'economia, que segons Marx determina com es distribuiran els ingressos, els productes i els actius.

## Distinció i reïficació social i tècnica
Combinades amb les forces productives, les relacions de producció constitueixen un mode de producció històricament específic. Karl Marx contrasta les relacions socials de la producció amb les relacions tècniques de producció. En el primer cas, es tracta de persones (subjectes) relacionades, en el segon cas, es tracta de la relació entre persones i objectes en el món físic on habiten (aquests objectes són, en el context de la producció, el que Marx anomena "mitjans de treball" o ”mitjans de producció").
No obstant això, Marx afegeix que amb el creixement de l'economia de mercat, aquesta distinció es torna fosca i es distorsiona. En el capitalisme es defineixen, simbolitzen i manipulen les relacions entre objectes, produïts per subjectes (persones), abstraient de les relacions socials i tècniques subjacents. Marx diu que això condueix a la reïficació (cosificació o Verdinglichung) de les relacions econòmiques, i veu en el fetitxisme de la mercaderia un exemple primari.

## Relacions de producció i relacions de distribució
Un dels problemes teòrics de l'economia marxiana és distingir exactament entre les relacions de producció i les relacions de distribució, determinant la importància de cadascuna en l'assignació de recursos. Segons les interpretacions més senzilles i vulgars de Das Kapital, l'explotació només es produeix en el punt de producció. El mateix Marx, evidentment, no ho va afirmar en absolut, només va postular el predomini sobre el treball excedentari d'altres com a base de l'existència del capital i del seu poder econòmic.
Marx discuteix el problema teòric en dos llocs principals: la introducció al manuscrit Grundrisse i al capítol 51 de Das Kapital. Al Grundrisse, defineix l'economia total que inclou producció, circulació, distribució i consum (de manera similar a James Mill).